# شريط أحمر
الشريط الأحمر هو وشاح توعية باللون الأحمر، يستعمل كرمز لعدة لمنع المخدرات غير القانونية والقيادة تحت تأثير الكحول وأيضاً كرمز للتضامن مع المصابين بمتلازمة العوز المناعي المكتسب.